# ماتیاس موریتس (بازیکن فوتبال)
ماتیاس موریتس (انگلیسی: Matthias Mauritz; ۱۳ نوامبر ۱۹۲۴ – ۲۱ نوامبر ۲۰۱۶) بازیکن فوتبال اهل آلمان بود.
از باشگاه‌هایی که در آن بازی کرده‌است می‌توان به باشگاه فوتبال بایرن مونیخ و باشگاه فوتبال فورتونا دوسلدورف اشاره کرد.
وی همچنین در تیم ملی فوتبال آلمان بازی کرده‌است.